# Кім Джон Хван
Кім Джон Хван  (кор. 김 정환, 2 вересня 1983, Сеул, Південна Корея) — південнокорейський фехтувальник, дворазовий олімпійський чемпіон (2012 та 2020 роки) та дворазовий бронзовий призер (2016 та 2020 роки) Олімпійських ігор, триразовий чемпіон світу.

## Виступи на Олімпіадах
| Олімпіада           | Дисципліна          | Місце |
| ------------------- | ------------------- | ----- |
| Лондон 2012         | індивідуальна шабля | 19    |
| Лондон 2012         | командна шабля      | 1     |
| Ріо-де-Жанейро 2016 | індивідуальна шабля | 3     |
| Токіо 2020          | індивідуальна шабля | 3     |
| Токіо 2020          | командна шабля      | 1     |